# Bảo tàng Nghệ thuật Trang trí ở Praha

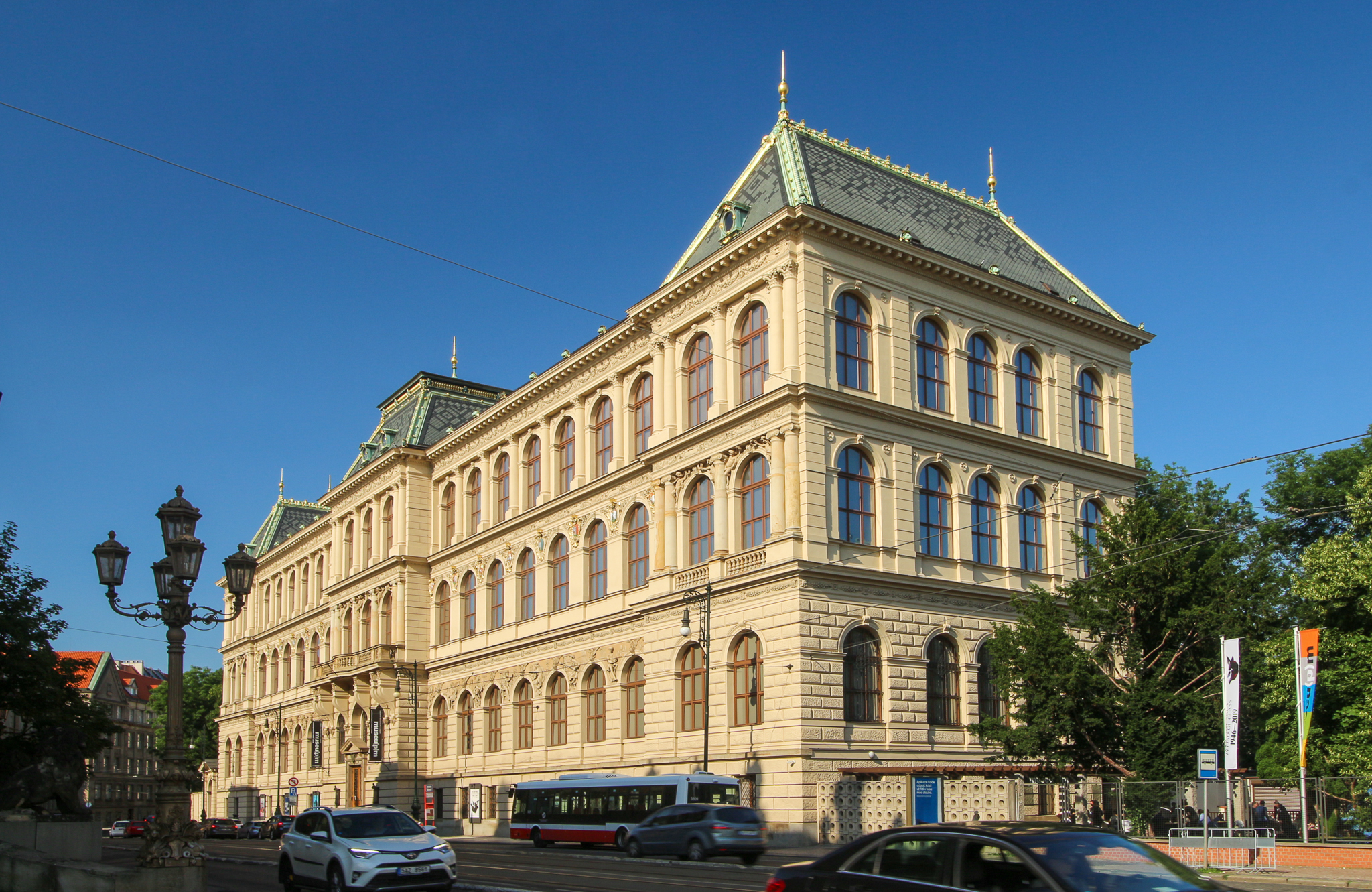
Tòa nhà chính của Bảo tàng Nghệ thuật Trang trí ở Praha

Bảo tàng Nghệ thuật Trang trí ở Praha (tiếng Séc: Uměleckoprůmyslové muzeum v Praze hặc UPM), thành lập vào năm 1885 nằm trong một dinh thự theo phong cách Tân Phục hưng theo thiết kế của kiến trúc sư Josef Schulz. Bảo tàng mở cửa vào năm 1900 với các cuộc triển lãm ở tầng đầu tiên. Bảo tàng mang đến phong phú các bộ sưu tập bao gồm các tác phẩm trang trí và mỹ thuật ứng dụng với các thiết kế khác nhau, từ thời hậu kỳ Cổ đại đến nay, đặc biệt là thủ công mỹ nghệ đến từ vùng đất Bohemia. Đặc biệt ấn tượng đến nội thất của triển lãm là  “Những câu chuyện về vật liệu”, mang đến cho du khách một chuyến du ngoạn vào lịch sử và sự phát triển của nghệ thuật trang trí trong các lĩnh vực thủy tinh, gốm sứ, nghệ thuật đồ họa, thiết kế, kim loại, gỗ và các vật liệu khác cùng với các đồ vật như đồ trang sức, đồng hồ, hàng dệt may, thời trang, đồ chơi và đồ nội thất.

## Sứ mệnh
Bảo tàng ở Praha thu thập và bảo tồn cho các thế hệ sau các ví dụ về hàng thủ công trong lịch sử và đương đại cũng như nghệ thuật ứng dụng và thiết kế — trong cả bối cảnh quốc gia và quốc tế. Đội ngũ nhân viên và giám đốc tin tưởng vào sự hài hòa giữa công năng, chất lượng và vẻ đẹp của bảo tàng; mục tiêu hướng đến của bảo tàng là truyền cảm hứng, giáo dục và giải trí theo một cách đặc biệt và độc đáo.

## Lịch sử của Bảo tàng

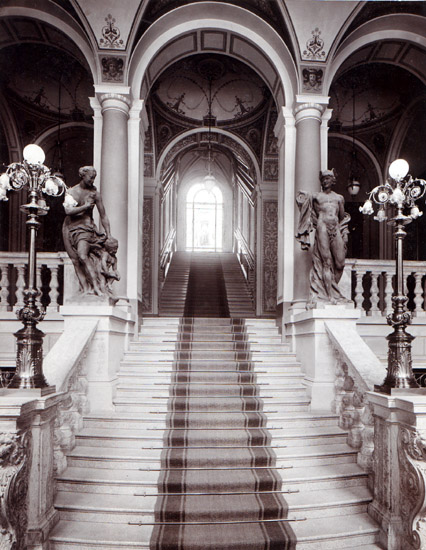
Lối vào triển lãm

Bảo tàng Nghệ thuật Trang trí được thành lập ở Praha vào năm 1885 đã đánh dấu sự phát triển mạnh mẽ của xã hội Séc lúc bấy giờ. Năm 1873, tại Brno, bảo tàng Praha không mất nhiều thời gian để trở thành một trung tâm văn hóa và giáo dục. Cuộc Cách mạng Công nghiệp có nhiều tác động tiêu cực đối với vẻ thẩm mỹ của bảo tàng gây nên nhiều hệ lụy bao: chất lượng sản phẩm nghệ thuật trong một thời gian dài đã nhận vô số những chỉ trích từ các nghệ sĩ, nhà lý luận và công chúng thời bấy giờ. Năm 1861, cuộc triển lãm do Hiệp hội Arkadia đã hiện thực hóa ý tưởng thành lập một triển lãm thường trực về nghệ thuật trang trí và ứng dụng Praha tại Phố cổ Praha. Một nguồn cảm hứng khác là sự thành lập Bảo tàng Nam Kensington (nay là Bảo tàng Victoria và Albert), mở cửa ở London vào năm 1852 và ban đầu chứa một bộ sưu tập các đồ vật của nghệ thuật ứng dụng và trang trí.
Năm 1868, Bảo tàng Nghệ thuật Trang trí ở Praha hợp tác với bảo tàng Viên, Phòng Thương mại Praha đã tổ chức một cuộc triển lãm trên Đảo Žofín, trưng bày các hiện vật vật thu được từ Triển lãm Universelle d'Art et d'Industrie de 1867. Các tác phẩm chủ yếu từ bộ sưu tập của Vojtěch Lanna gồm nghệ thuật lịch sử và thủ công.

## Các cuộc triển lãm khác
Ở Praha
- Phòng trưng bày Josef Sudek, 24 Úvoz, Prague 1

Một phòng trưng bày với không gian nhỏ với các tác phẩm của nhiếp ảnh gia nổi tiếng thế giới Josef Sudek và những người khác.
- The House of the Black Madonna, 19 Ovocný trh, Prague 1

Bên cạnh bộ sưu tập mỹ thuật, Bảo tàng Czech Cubism của Phòng trưng bày Quốc gia Séc còn có đồ nội thất, thủy tinh và đồ gốm theo phong cách Cubism từ tài sản của UPM.
Ở Chateaux và những nơi khác
- Kamenice nad Lipou Chateau, 1 Náměstí Čsl, Armády

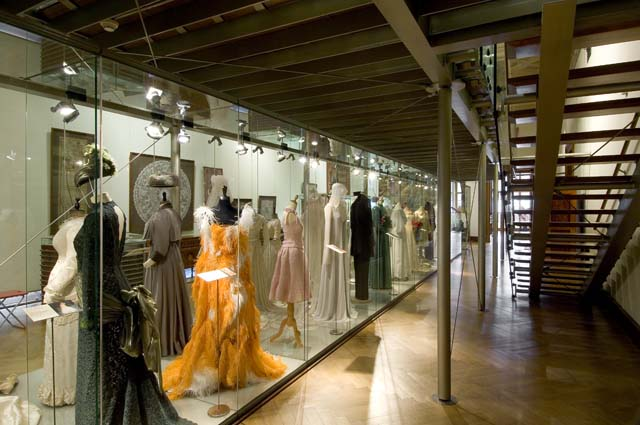
Câu chuyện về Sợi

Một nguồn tư liệu của bảo tàng là khu Trưng bày các đồ vật bằng sắt rèn, đồ chơi trẻ em, bộ sưu tập nghiên cứu về đồ nội thất thế kỷ 19 và 20 . “Bảo tàng các giác quan”  là cuộc triển lãm ngắn hạn và là công trình thuộc sở hữu của Bảo tàng Thành phố ở Kamenice.
- Chateau Klášterec nad Ohří, Chomutovská 1, 431 51 Klášterec nad Ohří

Một cuộc triển lãm về đồ sứ Bohemian, với các tác phẩm là đồ sứ được sản xuất ở Trung Quốc, Nhật Bản và châu Âu.
- Chateau Nové Hrady Chateau, 1 Nové Hrady (gần Litomyšl)

Triển lãm nghệ thuật đồ nội thất qua các thời đại: từ Baroque đến Tân nghệ thuật .

## Thư viện

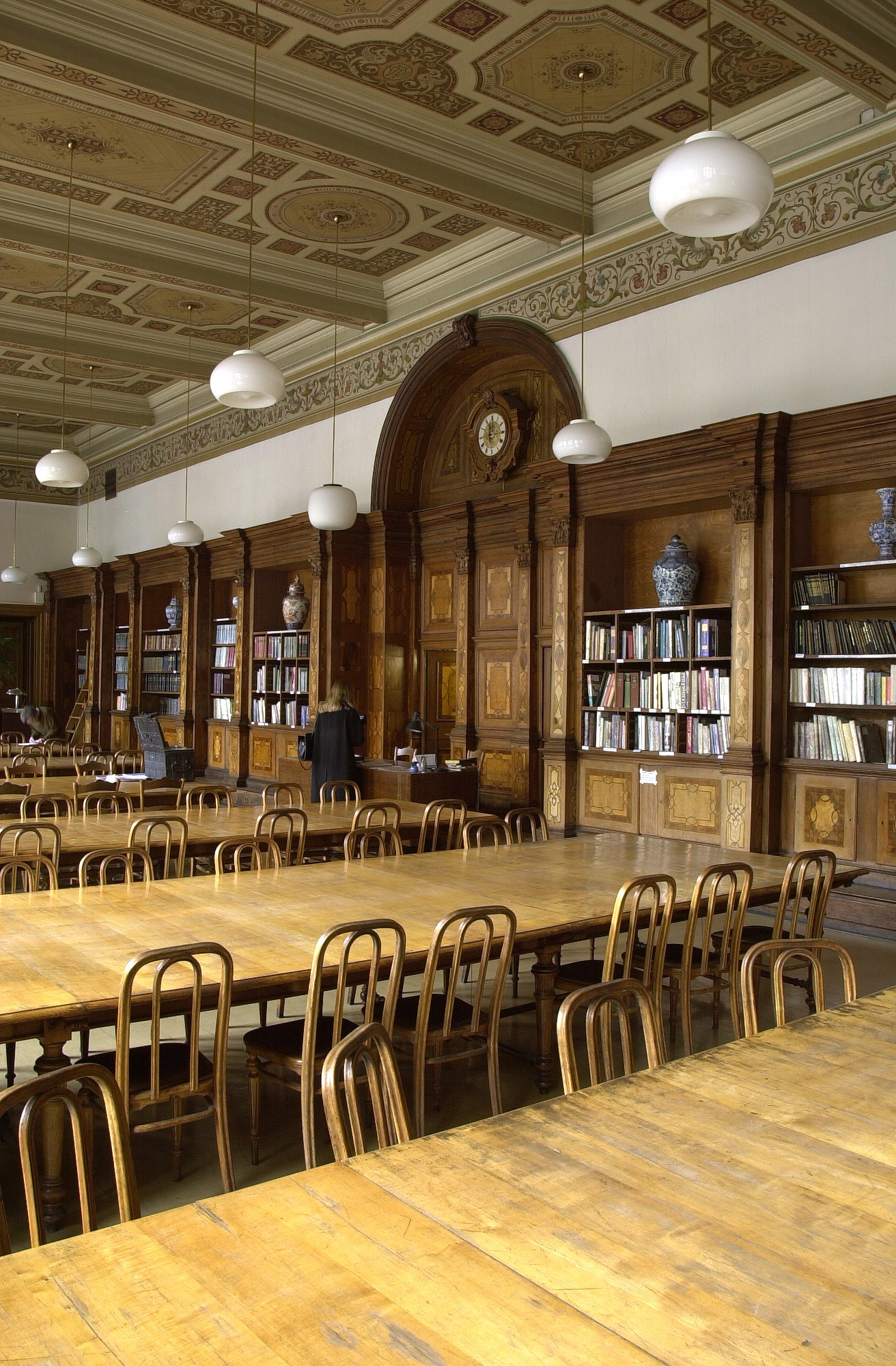
Thư viện với phòng nghiên cứu

Thư viện lớn nhất của Séc lưu trữ tài liệu về nghệ thuật và các lĩnh vực liên quan đóng góp một phần không nhỏ cho bảo tàng. Thư viện chứa tới 172.000 tài liệu, bao gồm bách khoa toàn thư về nghệ thuật, từ điển của các nghệ sĩ, các tác phẩm đầy đủ về biểu tượng, địa hình và huy hiệu. Bên cạnh sách nghệ thuật và các ấn phẩm học thuật khác, thư viện còn chứa nhiều sách hướng dẫn tham khảo và ấn phẩm định kỳ. Thư viện cung cấp nguồn tài nguyên sử dụng tại chỗ, truy cập cơ sở dữ liệu và nghiên cứu trong cổng chủ đề Nghệ thuật và Kiến trúc (ART).
Những người sử dụng xe lăn hoàn toàn có thể tiếp cận được với các phòng triển lãm của và thư viện của bảo tàng.